# Удовенко Володимир Васильович
Володи́мир Васи́льович Удове́нко (нар. 1881, м. Київ — † 8 грудня 1937, Ленінградська область, РРФСР — нині Російська Федерація) — український вчений-гігієніст, професор.
Жертва більшовицького терору.

## Життєпис
Народився в Києві в родині службовця-залізничника. Закінчив медичний факультет Київського університету (1907), перебував на земській службі в Бердичівському повіті, з 1913 року — в Києві; до Першої світової війни був палатним лікарем безплатної лікарні Цесаревича Ніколая для чорноробів (нині — лікарня Охматдит). Мобілізований як лікар до війська (1915—1917). У громадській діяльності орієнтувався на Пироговське товариство, брав участь у його з'їздах. Повернувшись до Києва в другій половині 1917-го, в часи УНР очолив санітарно-статистичний відділ медичної санітарної управи Генерального секретаріату внутрішніх справ. У період Гетьманату й Директорії був помічником директора (віце-директора) санітарного департаменту профільного міністерства, а в 1919-му — завідувач санітарно-епідемічного відділу Наркомату охорони здоров'я. Від початку 1920-х років, працюючи в Медичній академії, був асистентом кафедри гігієни української лектури (у професора Овксентія Корчак-Чепурківського), служив у губздороввідділі та завідувачем санітарної лабораторії на Південно-Західній залізниці.
Професор Медичного та Художнього інститутів у Києві, співробітник УАН. Засуджений у процесі СВУ на 8 років позбавлення волі й засланий на північ (Соловки). Під час перебування в Соловецькій тюрмі особливого призначення вдруге «засуджений» рішенням «особливої трійки» УНКВС Ленінградської області. Вирок (найвища кара) виконано в Ленінградській області 8.12.1937 (за деякими даними, 9.12.1937). Реабілітований у 1989 (справа СВУ) і 1996 роках.
Праці з гігієни поселень, зокрема сільських.